# Aurapten
Aurapten je organski spoj, koji sadrži 19 atoma ugljika i ima molekularnu masu od 298,376 atomskih jedinica mase.
Aurapten je prvi put izoliran iz biljaka iz roda agruma. Ima izuzetan učinak u prevenciji degnerativnih bolesti. U istraživanjima na pokusnim životinjama pokazao se kao kemozaštitno sredstvo kod raka jetre, kože, jezika, jednjaka i debelog crijeva.

## Osobine
| Osobina               | Vrijednost |
| --------------------- | ---------- |
| Broj akceptora vodika | 3          |
| Broj donora vodika    | 0          |
| Broj rotacijskih veza | 6          |
| Koeficient particije  | 5,2        |
| Topljivost            | -5,4       |
| Polarna površina      | 35,5       |